# 839
Раннє Середньовіччя •  Епоха вікінгів •  Золота доба ісламу •  Реконкіста

## Геополітична ситуація
У Східній Римській імперії триває правління Феофіла. У Франкському королівстві править імператор Людовик Благочестивий. Північ Італії належить Каролінзькій імперії, Рим і Равенна під управлінням Папи Римського, герцогства на південь від Римської області незалежні, деякі області на півночі та на півдні належать Візантії. Піренейський півострів, окрім Королівства Астурія, займає Кордовський емірат. Вессекс підпорядкував собі більшу частину Англії. Існують слов'янські держави: Перше Болгарське царство, Велика Моравія, Блатенське князівство.
Аббасидський халіфат очолює аль-Мутасім. У Китаї править династія Тан. Велика частина Індії під контролем імперії Пала. В Японії триває період Хей'ан. Хозарський каганат підпорядкував собі кочові народи на великій степовій території між Азовським морем та Аралом. Територію на північ від Китаю займає Уйгурський каганат.
На території лісостепової України в IX столітті літописці згадують слов'янські племена білих хорватів, бужан, волинян, деревлян, дулібів, полян, сіверян, тиверців, уличів. У Північному Причорномор'ї співіснують різні кочові племена, зокрема булгари, хозари, алани, тюрки, угри, кримські готи. Херсонес Таврійський належить Візантії.

## Події
- Після того як Людовик II Німецький скорився батькові, імператор Людовик Благочестивий зробив новий переділ імперії на користь наймолодшого сина Карла.
- Королівство Вессекс очолив Етельвульф.
- Сарацини напали на Анкону і Тренто.
- Утворилося Блатенське князівство.
- Згадка Бертинської хроніки про Русь у зв'язку з візантійським посольством до Людовика I Франконського, з яким прибули також варяги, які сказали, що вони представляють Русь.
- Вікінги на чолі з Тургейсом захопили Вотерфорд в Ірландії. Інший загін вікінгів завдав поразки піктам у Шотландії.